# 瑞士軍刀

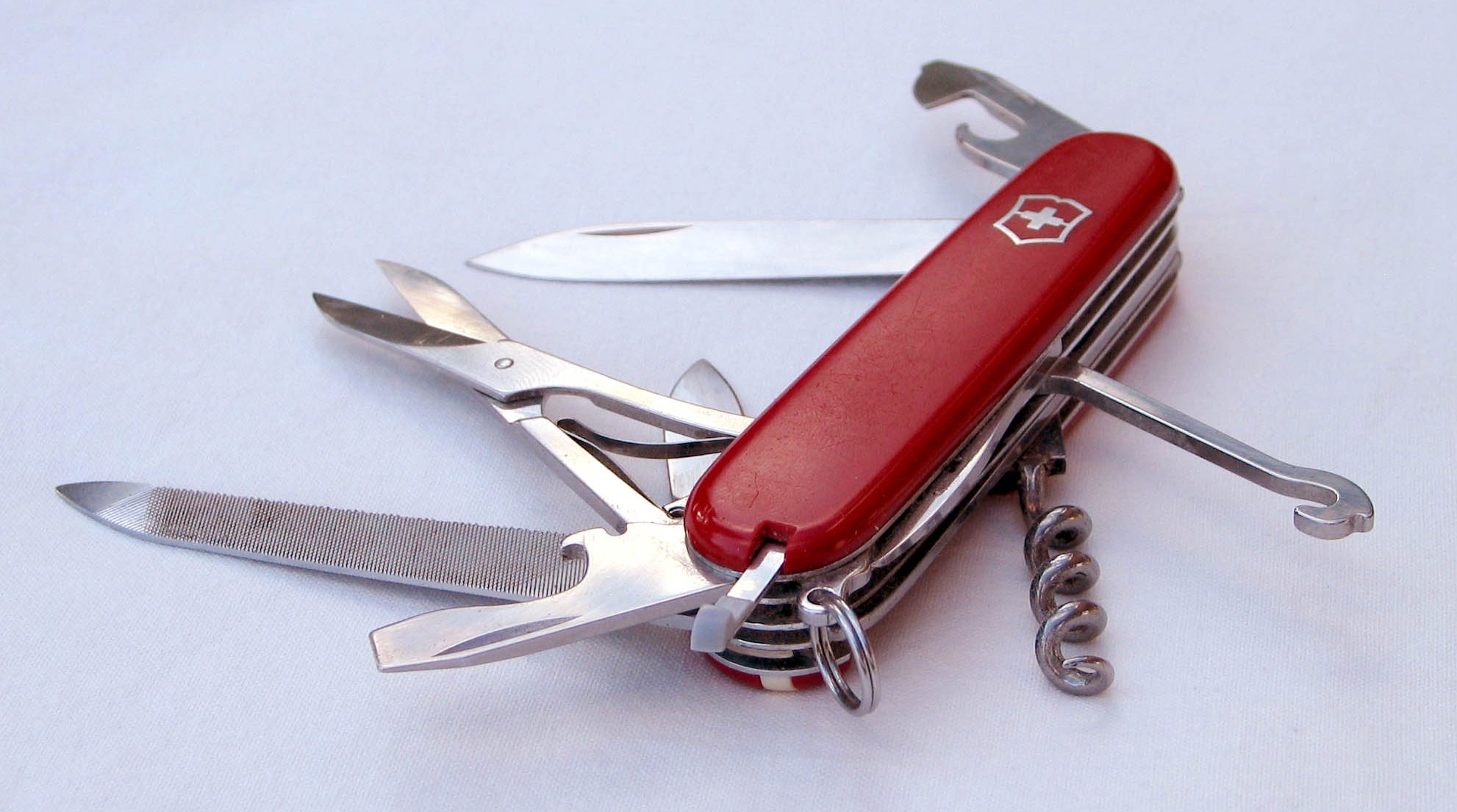
Victorinox生產的瑞士軍刀，型號爲Mountaineer（“登山家”）。

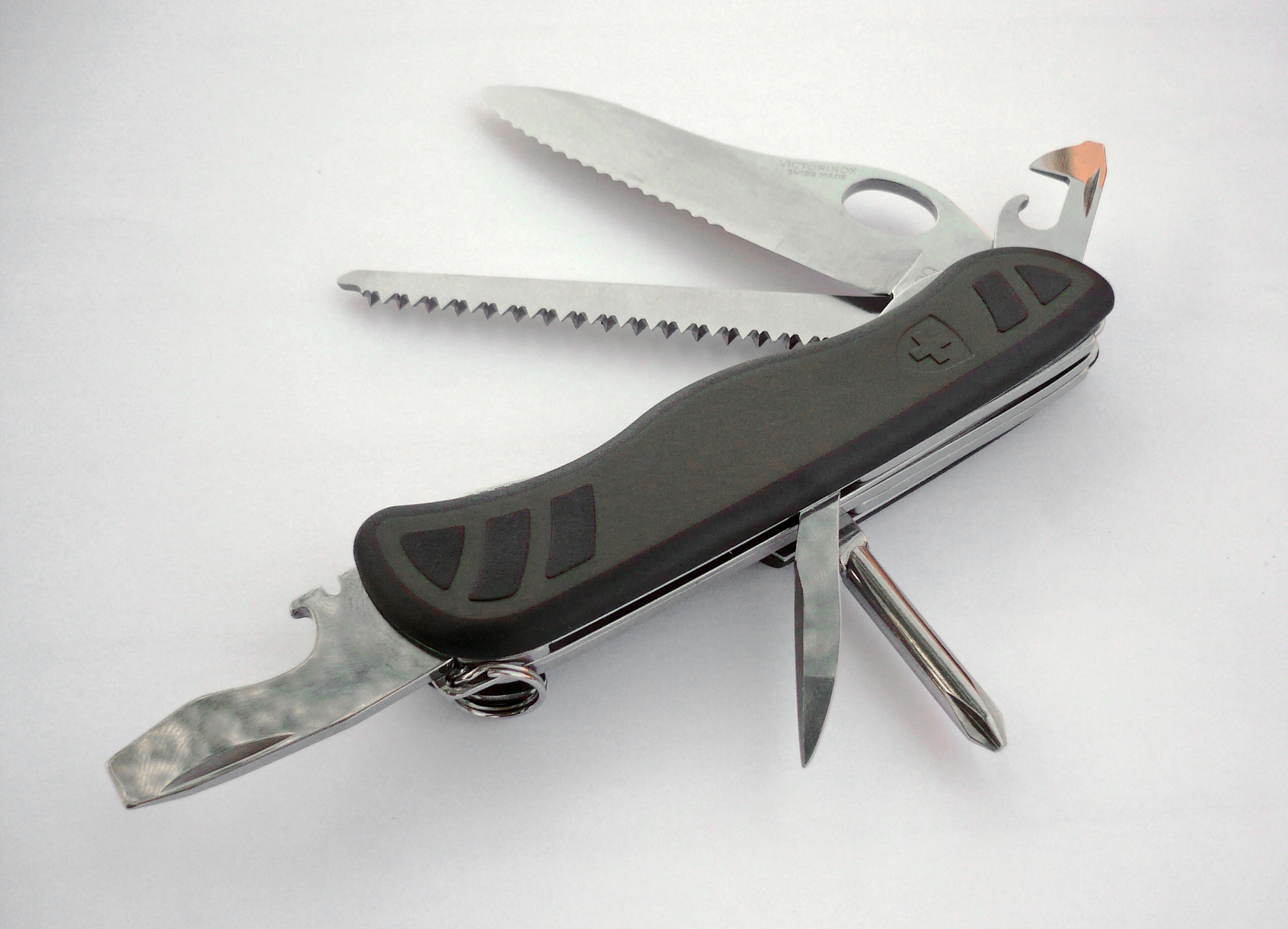
Victorinox生產的08版瑞士士官刀（Schweizer Soldatenmesser 08），自2008年始配給瑞士軍隊。

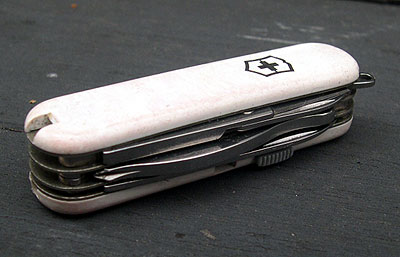
瑞士刀折起來的樣子，尺寸為5.8×1.4×0.7cm。

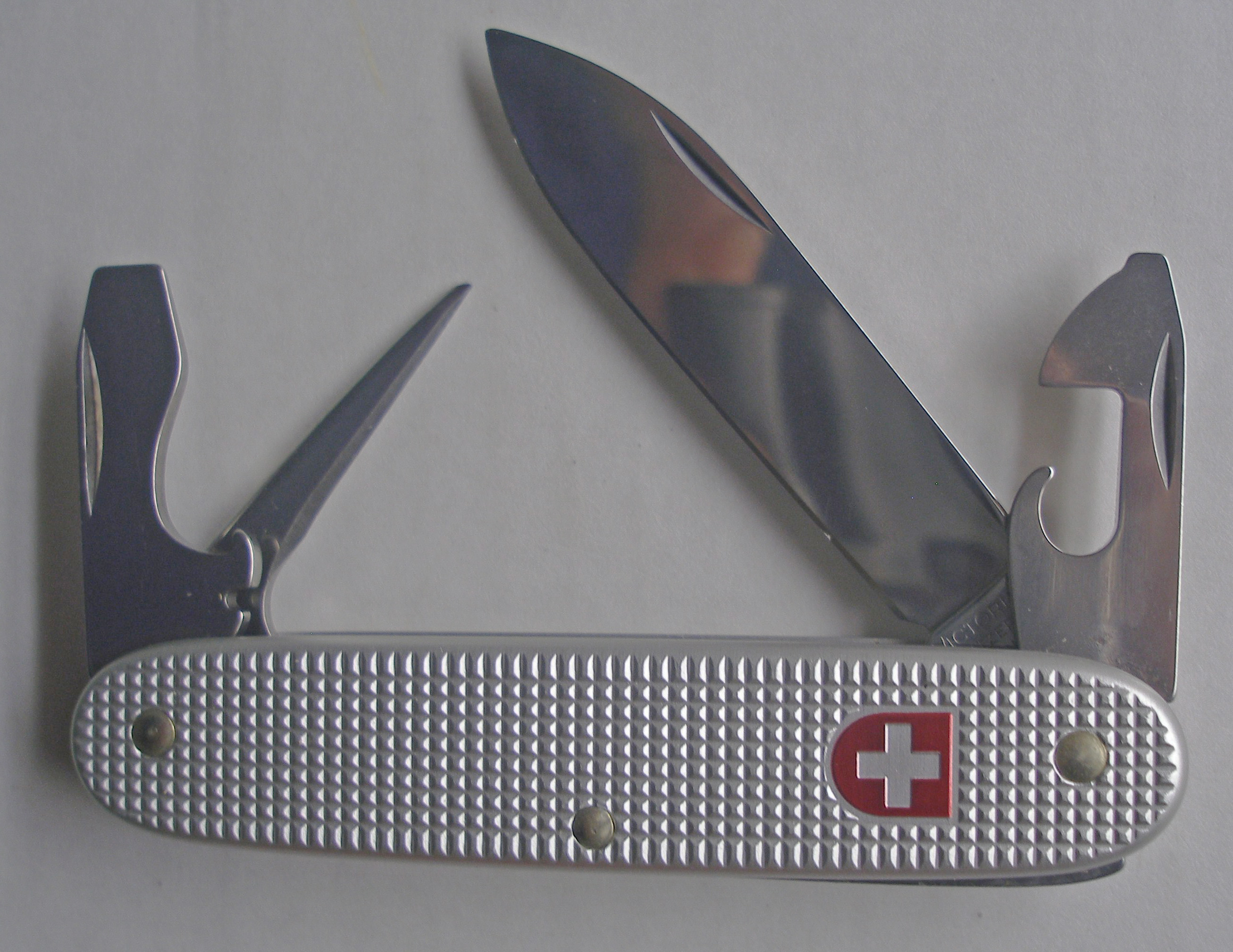
舊式的維氏瑞士軍刀。這一把軍刀是為了瑞士軍隊而開發，在1961年至2008年期間製造。

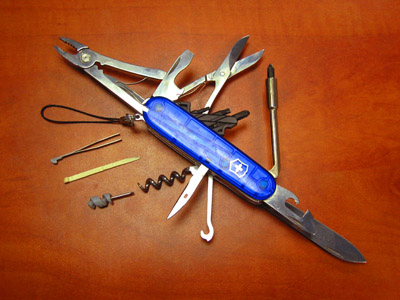
瑞士刀全開狀態，維氏CyberTool 34用款式。

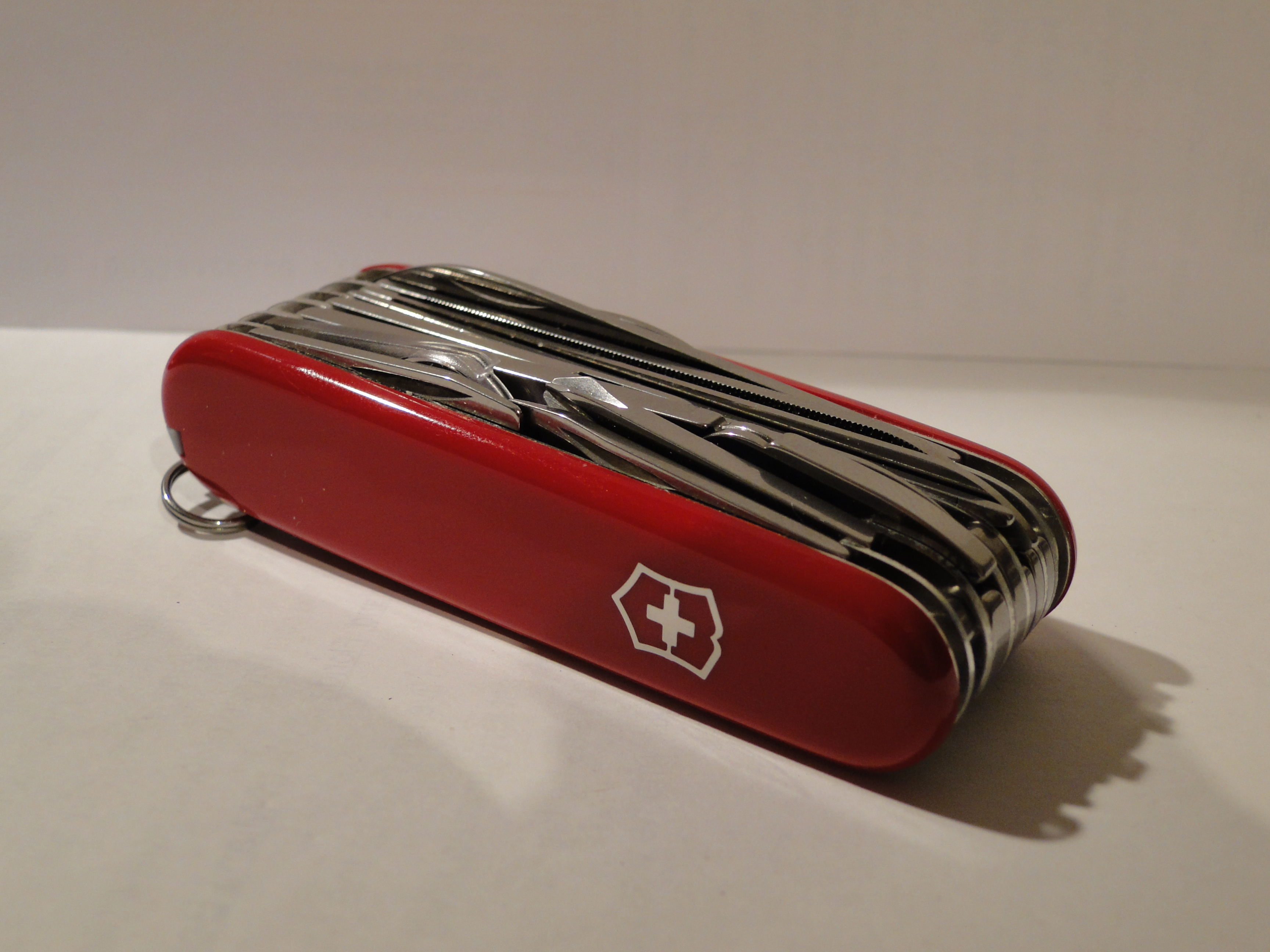
1985年面世的維氏SwissChamp瑞士刀，含33種功能。

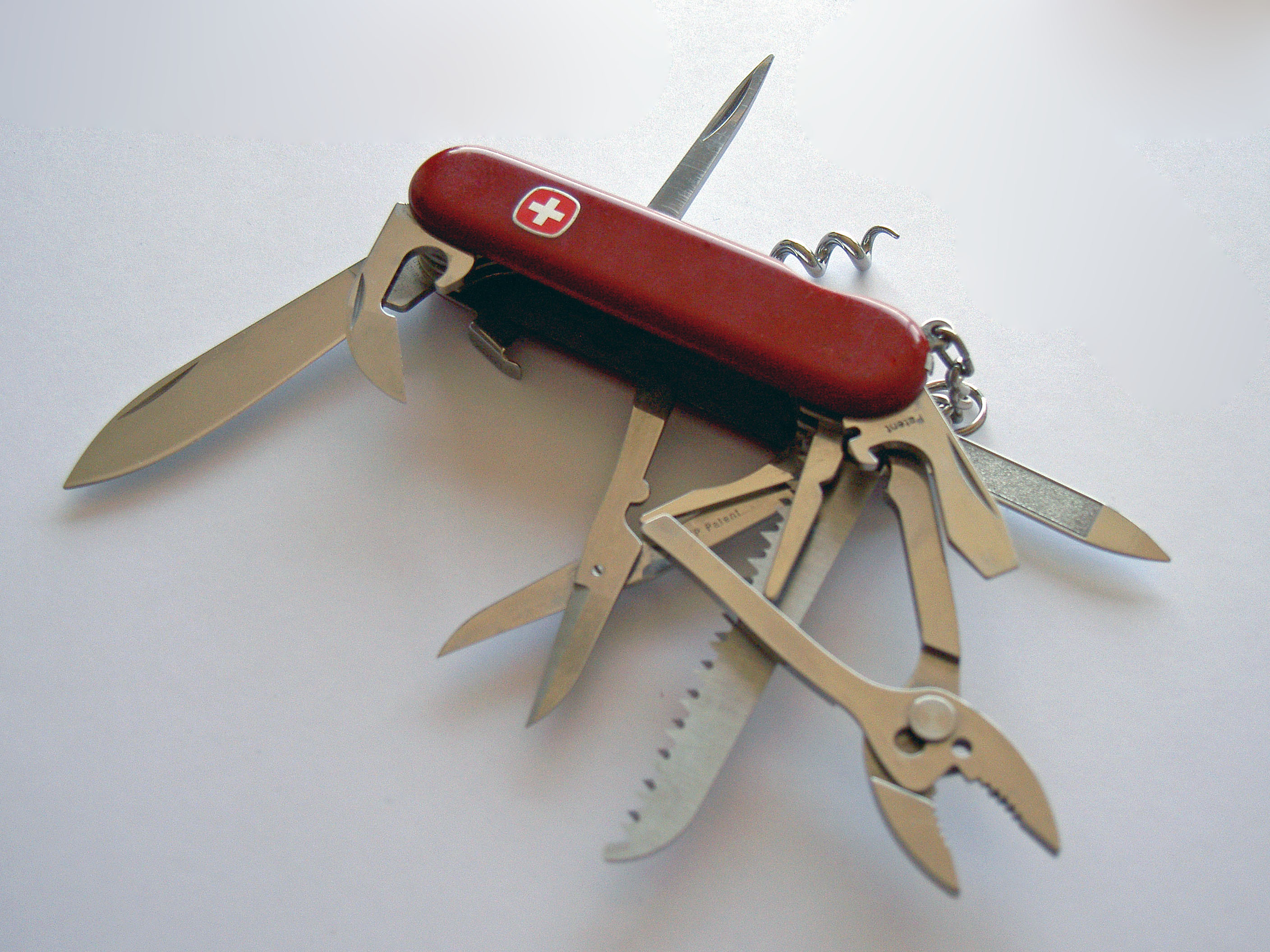
威格瑞士刀全開狀態

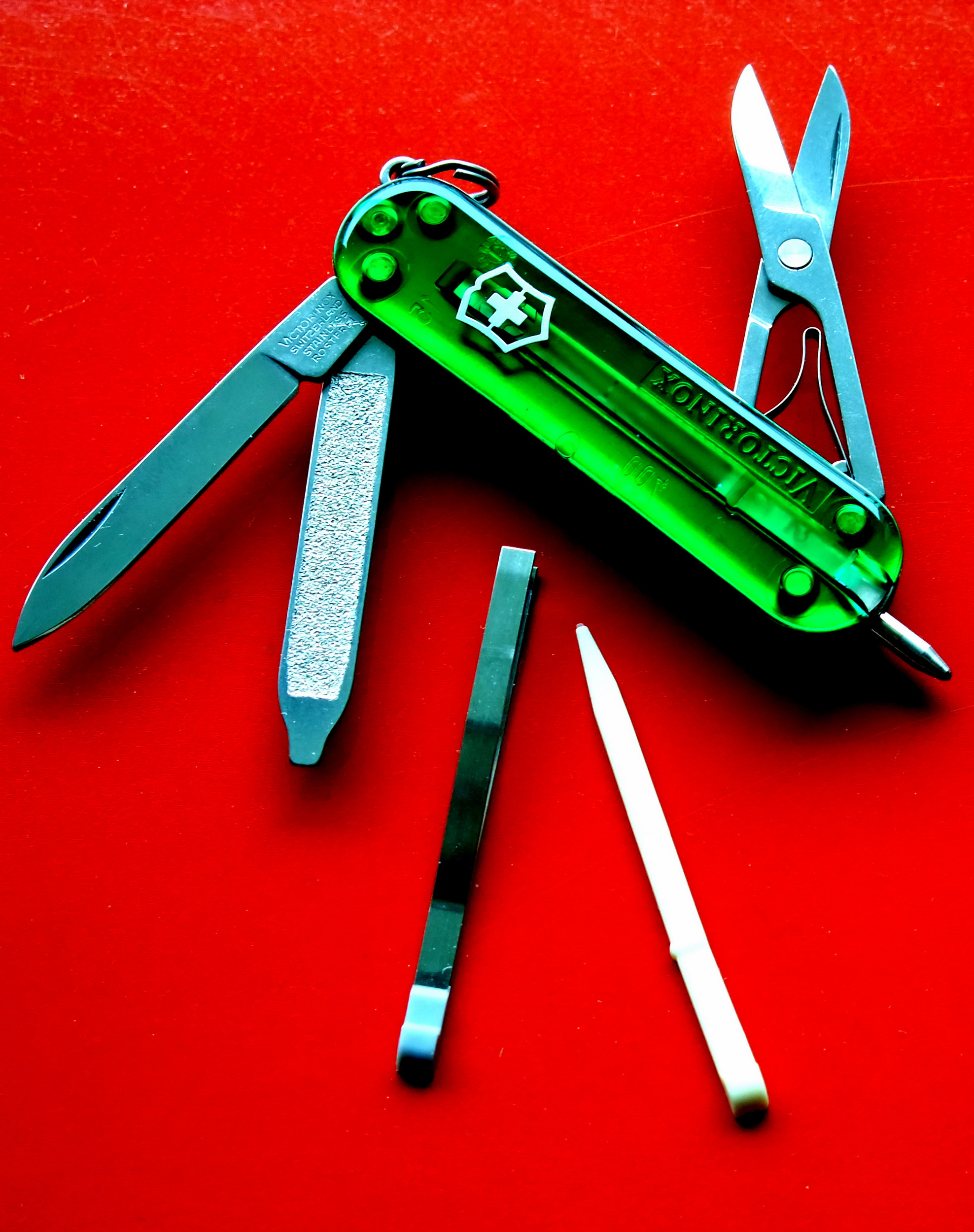
維氏Signature綠色透明迷你瑞士刀，含小刀、剪刀、指
甲銼、小一字起子、鑷子、牙籤及原子筆功能。長5.8厘米 。

瑞士刀，又稱為萬用刀，是一種折疊小刀，最大的特點就是此類刀身上含有許多工具，由于瑞士军方为士兵配备这类工具刀，所以得名瑞士軍刀。

## 歷史
1891年，瑞士人卡尔·埃尔森纳是最早製作瑞士刀的人。當時的瑞士刀有木製的手柄（今日多為塑膠和金属製），並僅有兩種工具，分別是螺絲起子和開罐器。在1897年時，卡尔·埃尔森纳發明了新的彈簧，瑞士刀才開始能夠裝進比較多的工具。1890年代是瑞士軍方開始使用瑞士自製刀子的年代，過去他們都採用德国製的刀子。
1909年，卡尔·埃尔森纳開始在瑞士刀的紅色握把上刻白色十字盾牌來做商標，並以母親之名维多利亚來命名這個產品，創立了Victorinox（維氏）。1940年代，駐歐洲的美軍相當喜愛這種多用途的小刀，但因不會發德語Offiziermesser的音（德文原意為「軍官小刀」），便稱此刀為Swiss Army Knife（瑞士軍用小刀）。目前只有Victorinox依然在供應瑞士刀這種小刀。
另一個常見的瑞士刀品牌是同樣創立於瑞士的Wenger（威格），過去該公司也有製造瑞士刀供应瑞士軍方，不過在2005年時該公司被Victorinox收購，所以目前Victorinox是瑞士軍方的唯一的軍刀供應商。除了Victorinox之外，还有众多的厂商生产类似的多用途工具刀，但是一般只有Victorinox和Wenger的产品才被认为是正宗的瑞士刀。
截至2010年，Victorinox功能最多的刀款為SwissChamp XAVT，共計有80種功能；而Wenger功能最多的刀款為Giant Knife，共計有141種功能，它同時也是有紀錄尺寸最大的瑞士刀。
瑞士刀因為它的設計而被紐約現代藝術博物館和慕尼黑的國家實用藝術博物館收藏。

## 瑞士軍刀的特點
在瑞士刀中的基本工具常為：主刀片、較小的副刀片、镊子、原子筆、牙籤、剪刀、開罐器、螺絲起子、紅酒起子、小钩等。要使用這些工具時，只要將它從刀身的折疊處拉出來，就可以使用。而镊子、牙籤、原子筆則是安插於刀身側面的塑膠刀殼裏，使用時只需將其拉出即可。

### 安全鎖
有些瑞士軍刀的特色為具有鎖定一至兩樣工具的結構。使用鎖定系統是為了避免工具在使用時無預警闔上。威格和維氏的幾個型號採用由整合在刀柄上的解鎖鈕操控的鎖定大刀。而且維氏的幾種111mm系列的刀款採用雙襯片鎖定讓大刀和開瓶器更加牢靠。

### 結構
瑞士刀是利用黃銅鉚釘將加工過的鋼件、其他工具、分隔襯片和握柄貼片結合在一起。鉚釘是由裁切並削尖成適當尺寸的固體黃銅棒所做。

### 分隔襯片
自1951年以來，工具之間的分隔襯片便改由鋁合金製造而成，主要是為了減輕刀子重量。在此之前的襯片乃是由鎳銀製造而成。

### 現代的瑞士軍刀
今日，瑞士刀種類相當繁多，裡面所搭配的工具組合也多有創新，如：
- 新增的液晶時鐘顯示
- LED手電筒
- 最大存儲容量为128GB的電腦用USB隨身碟
- 镭射筆
- 打火機
- MP3播放器等等。

體積也變得相當迷你，符合現代人講求方便、實用、安全等考量；另外為了符合不同人士的使用目的，還分成登山、工匠、甚至救命自保（可以單手操作）等，功能逐漸專一化。
因應現在大眾有攜帶信用卡、塑膠貨幣等，VICTORINOX出了一款名片型瑞士刀，比起傳統折疊刀，它可以收納在皮夾內。因為是抽取式的刀具，因此沒有折疊式收刀時的危險區，使用起來不會有鍘手的意外。

## 用途
瑞士軍刀現時被以下國家和地區採用為制式裝備：
- 法國：法國軍隊
- 德国：德國聯邦國防軍
- 香港：香港警務處
  - 軍裝巡邏小隊
  - 警察機動部隊
  - 快速應變部隊
  - 野外巡邏隊
  - 鄉村巡邏隊
  - 衝鋒隊
  - 機場特警組
- 印度：印度軍隊
- 马来西亚：馬來西亞武裝部隊
- 荷蘭：荷蘭軍隊
- 新加坡：新加坡武裝部隊
- 瑞士：瑞士軍隊
- 美国：NASA航天員

## 軼事
- 在美國電視影集（英文：MacGyver）中，主角不曾使用過任何武器，只使用瑞士刀與隨處可取得的材料解決困難。